# Regina Weber
Regina Weber, bürgerlich Regina Weber-Sané (* 12. April 1963 in Winsen (Luhe)) ist eine ehemalige deutsche Gymnastin. Die 32-malige deutsche Meisterin gewann bei den Olympischen Sommerspielen 1984 Bronze und ist bis heute eine von zwei deutschen olympischen Medaillengewinnerinnen in der Rhythmischen Sportgymnastik. Sie ist die Mutter der Fußballspieler Kim, Leroy und Sidi Sané.

## Karriere
In den 1970er Jahren war Carmen Rischer die überragende deutsche Gymnastin.  Regina Weber war Schülerin der in den 1970er und 1980er Jahren in Hamburg tätigen Mariana Christiansen. Weber löste Rischer ab und war in den 1980er Jahren die in Deutschland dominierende Athletin dieser Sportart. Bei der Weltmeisterschaft 1981 in München belegte Weber den zehnten Platz, 1983 in Straßburg wurde sie Achte. 1984 stand die Rhythmische Sportgymnastik erstmals auf dem olympischen Programm. Aufgrund des Olympiaboykotts des Ostblocks traten nur drei Athletinnen, die 1983 in Straßburg unter den besten zehn platziert waren, bei den Olympischen Spielen 1984 in Los Angeles an: die Rumänin Doina Stăiculescu, die Spanierin Marta Bobo und Regina Weber. Diese drei Athletinnen waren dann auch in der Favoritenposition. Während die Spanierin patzte und letztlich nur Platz 9 belegte, wuchs die Kanadierin Lori Fung, 23. in Straßburg, über sich hinaus und gewann Gold vor Stăiculescu und Weber.
Bei den deutschen Meisterschaften gewann die damals noch für Lüneburg startende Regina Weber 1978 ihren ersten Titel. Später wechselte sie zum TV Wattenscheid. 1981 verlor sie nur im Individualtitel mit den Keulen gegen Carmen Rischer, gewann aber die anderen vier Titel. Ab 1982 bis 1986 gewann Weber jedes Jahr alle fünf Individualtitel. 1987 wurde Weber in allen fünf Einzelentscheidungen Zweite, viermal verlor sie gegen Marion Rothhaar. Danach beendete Weber ihre Karriere.

## Erfolge
Mit sechs Mehrkampftiteln ist Regina Weber zusammen mit Carmen Rischer erfolgreichste Gymnastin. Mit insgesamt 32 deutschen Meistertiteln liegt sie vor Rischer mit 27 und Magdalena Brzeska mit 26 Titeln. Ihre Erfolge im Einzelnen:
- Mehrkampf: 1981, 1982, 1983, 1984, 1985, 1986
- Ball: 1978, 1983, 1984, 1985, 1986
- Band: 1981, 1982, 1983, 1984, 1985, 1986
- Keulen: 1978, 1979, 1982, 1983, 1984, 1985, 1986
- Reifen: 1981, 1982, 1983, 1984
- Seil: 1981, 1982, 1985, 1986

Für ihre sportlichen Leistungen erhielt sie das Silberne Lorbeerblatt, die höchste staatliche Auszeichnung für sportliche Spitzenleistungen in Deutschland.

## Nach der Karriere
Bis in die 1990er Jahre war Weber im deutschen Werbefernsehen in Werbespots für das Mineralwasser Apollinaris zu sehen. Werbeverträge hatte sie u. a. auch mit Adidas.
Nach der Sportkarriere absolvierte sie eine Schneiderlehre und studierte Mode-Design. Sie arbeitet aktuell an der Maria-Sibylla-Merian-Gesamtschule in Bochum-Wattenscheid als Lehrerin.

## Privates
Regina Weber lebt in Wattenscheid und ist mit dem ehemaligen Fußballprofi Souleymane Sané verheiratet. Zusammen haben beide drei Söhne, die alle in den Jugendmannschaften des FC Schalke 04 als Fußballer aktiv waren. Ihr zweiter Sohn Leroy Sané ist deutscher Fußballnationalspieler.
Der jüngste Sohn Sidi Sané absolvierte im November 2022 sein Debüt als Profispieler im Trikot des FC Schalke 04.
Der älteste Sohn Kim Sané spielte im Jugendfußball u. a. in der B-Junioren-Bundesliga (FC Schalke 04) und A-Junioren-Bundesliga (FC Schalke 04) sowie im Herrenbereich in der Regionalliga Bayern und Regionalliga West (z. Zt. SG Wattenscheid 09). Von 2017 bis 2022 pausierte er mit dem Fußball, um im American Football für die Düsseldorf Panther in der German Football League zu spielen und als Sprinter für den TV Wattenscheid 01 Leichtathletik anzutreten.